# Neoglanis intermedius
Neoglanis intermedius ( voorheen geplaatst in het geslacht Donus) is een ongevleugelde kever uit de familie Curculionidae, superfamilie snuitkevers. De soort wordt tot 8 millimeter lang. De larven voeden zich onder meer met veldsalie, knoopkruid en andere soorten uit het geslacht Centaurea. De imago voedt zich vooral met diverse soorten Asteraceae. De soort komt vooral voor in Centraal-Europa.
De soort is in 1937 is de soort voor het eerst in Nederland vastgesteld in de buurt van de Rijn bij Rhenen. Daarna duurde het zeventig jaar, voordat de soort in 2007 weer werd gevonden in Nederland, ditmaal in de buurt van Renkum, wederom langs de Rijn en in de Blauwe Kamer bij Wageningen. Vermoed wordt dat door de verschuiving van het areaal naar het noorden, de soort zich via de Rijn opnieuw heeft kunnen verplaatsen naar Nederland.